# St. Jakobus (Ramsloh)

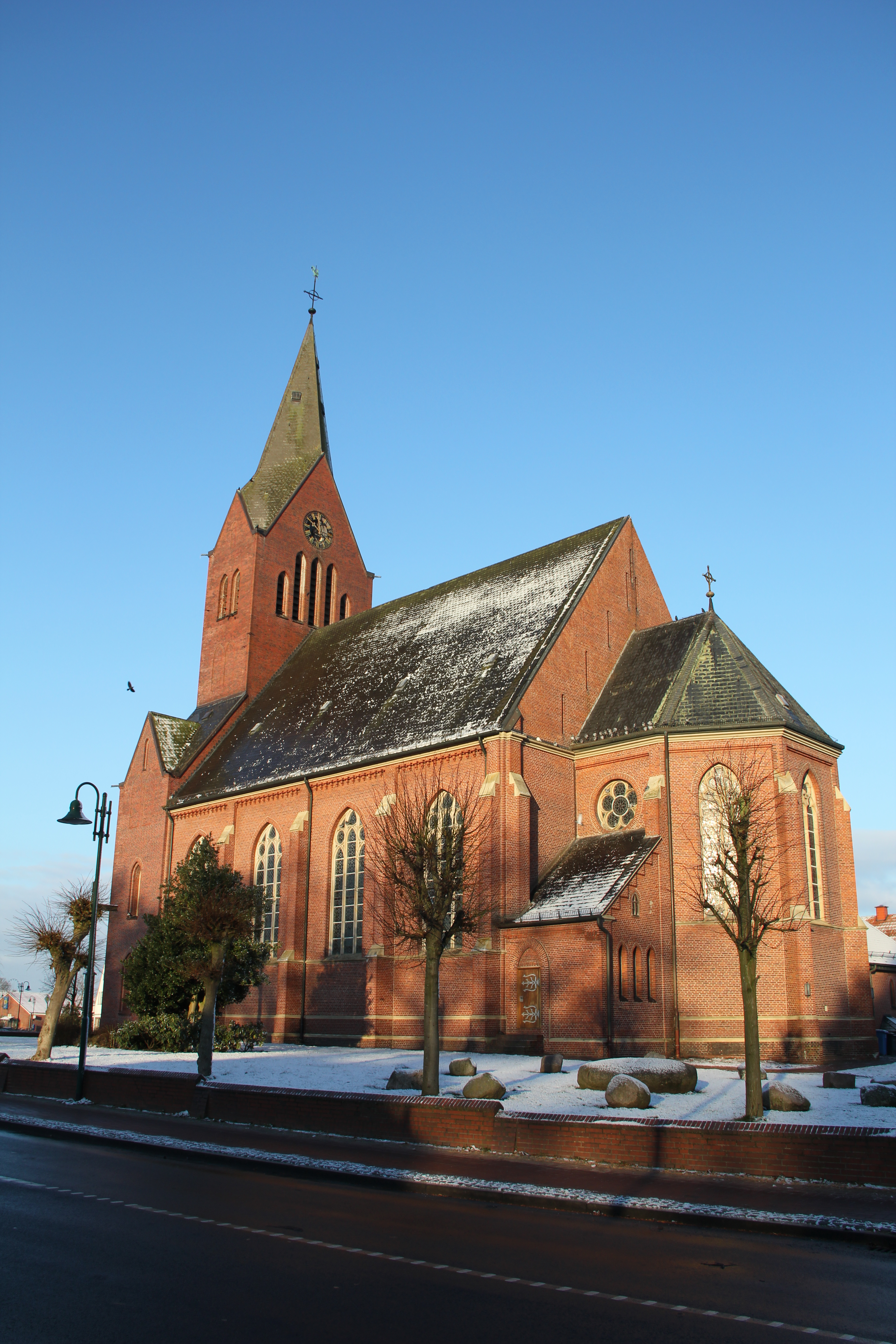
Ansicht von Südosten

St. Jakobus in Ramsloh, Gemeinde Saterland, ist die Pfarrkirche der katholischen Kirchengemeinde St. Jakobus, Saterland, die dem Dekanat Friesoythe des Bistums Münster angehört. 

## Geschichte

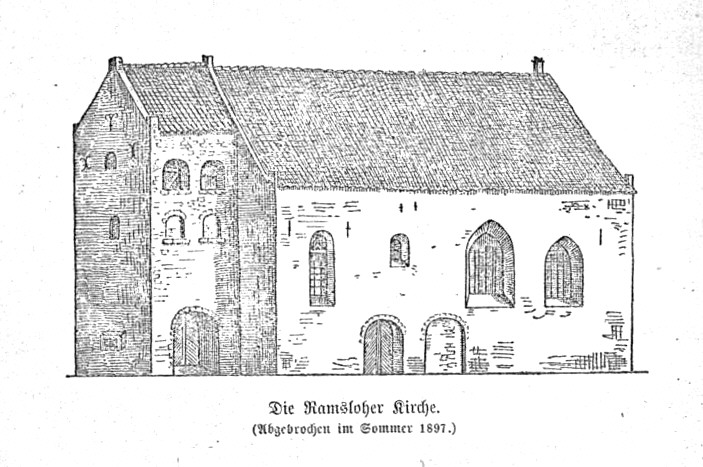
Die alte Kirche, Darstellung von 1897

In Ramsloh existierte bis Ende des 19. Jahrhunderts ein Kirchengebäude, das vermutlich im 13. Jahrhundert entstanden war. Ein Balken im Turm war mit 1383 datiert, jedoch waren Turm und Kirche wohl zu verschiedenen Zeiten erbaut worden. Die jetzige Kirche wurde von 1899 bis 1900 nach Plänen des Architekten August Rincklake erbaut. Der Turm wurde von 1967 bis 1968 nach Kriegsbeschädigung restauriert.

## Beschreibung

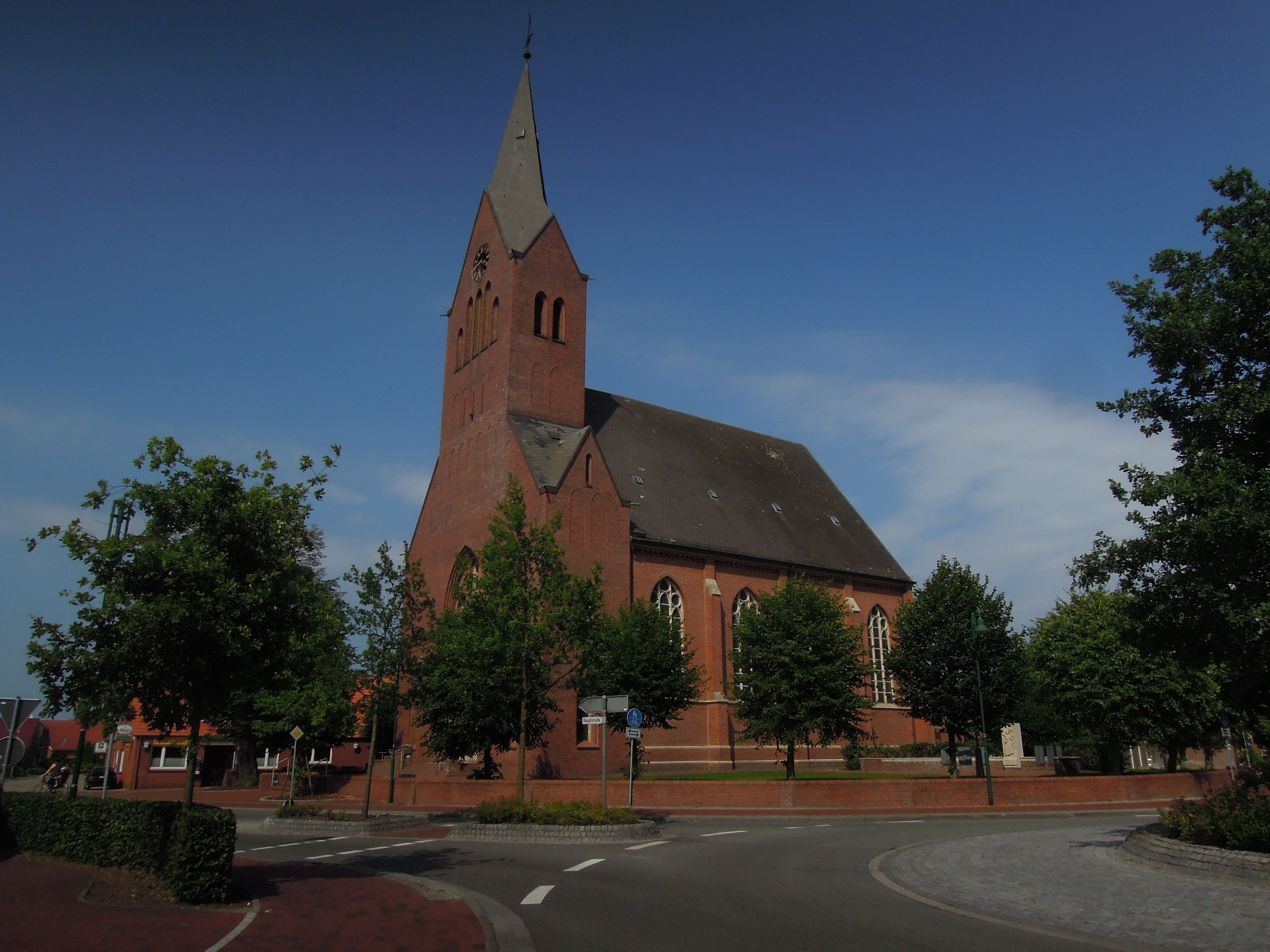
Ansicht von Südwesten

Die neugotische Hallenkirche aus rotem Backstein mit Werksteingliederung hat ein vierjochiges Langhaus, das durch Kreuzpfeiler gegliedert und mit Kreuzrippengewölbe ausgestattet ist. Der eingezogene Chor hat einen polygonalen Abschluss. Der Westturm steht auf einem breiten Unterbau.

## Ausstattung
Ein großer Teil der Ausstattung ist neugotisch aus der Bauzeit der Kirche, dazu gehören Hochaltar, Kreuzweg und Taufstein. Die Glasmalerei im Chor aus dem Jahr 1900 stammt von Wilhelm Derix, die Wandmalerei wurde 1923 von Gerhard Lamers geschaffen.
Aus dem Vorgängerbau übernommen wurde der obere Teil eines Taufsteins aus dem 13. Jahrhundert, der zum Weihwasserbecken umgebaut wurde. Der barocke ehemalige Hochaltar aus dem 17. Jahrhundert sowie ein erweitertes gotisches Sakramentshäuschen aus dem 15. Jahrhundert fungieren als Seitenaltäre. Auch geschnitzte Darstellungen der Grablegung Christi und der Anna selbdritt aus der zweiten Hälfte des 15. Jahrhunderts sowie eine Figur des Kirchenpatrons Jakobus (um 1500) stammen aus der alten Kirche.